# Baudilio di Nîmes
Baudilio, o Baudelio (in latino Baudilius; Orléans, ... – Nîmes, 295?), fu un martire di Nîmes, venerato il 20 maggio dalla Chiesa cattolica e da quella ortodossa. Il culto di saint-Baudille è tra i più famosi in Francia e in Spagna, con più di 400 chiese e cappelle dedicate a lui, tra cui la più importante è la cattedrale di Nîmes.

## Agiografia
Baudille, notaio originario di Orléans, si recò a Nîmes, ricca città della provincia romana della Gallia meridionale, dove divenne suddiacono e con la moglie decise di evangelizzare la regione ancora pagana, obbedendo ad una sua ispirazione divina. Fece propaganda del culto cristiano, attaccando le vecchie ideologie pagane, scontrandosi con le autorità locali, ma riuscì a far presa nella popolazione locale, grazie alle sue capacità oratorie, e semplicità di linguaggio, facendo proselitismo.
Durante un rito pagano dedicato a Giove sulle colline sovrastanti la città di Nîmes, il santo intervenne interrompendo il rito che prevedeva anche sacrifici umani, parlando alla folla sulla verità del cristianesimo e sulla falsità del paganesimo; i sacerdoti pagani lo accusarono di infedeltà e di introdurre nuove religioni, offendendo gli antichi credi della città, per questo venne subito arrestato e condannato a morte dalla folla.
Baudilio, in balia della folla e delle guardie romane, si offrì come vittima sacrificale senza fare resistenza, offrendo il suo sangue come seme per la fondazione di una chiesa fiorente in quella terra infedele. Secondo la tradizione popolare, Baudilio venne decapitato con un'ascia e la sua testa rimbalzò a terra per tre volte, nell'attuale luogo chiamato le Tre Fontane alle porte di Nîmes, le tre fontane da cui sgorgava il sangue del santo.
Il corpo venne recuperato dalla moglie, trasportato e sepolto in un luogo chiamato "Valsainte", dove esisteva già una colonia di cristiani (nell'attuale incrocio fra Rue des 3 Fontaines e Rue des Moulines a Nîmes). Valsainte divenne un luogo di pellegrinaggio, fu costruita una chiesa nel IV secolo e più tardi un monastero nel 511 (che sopravvisse fino al XVII secolo). Attualmente in quel luogo è presente la cripta di San Baudille (Crypte de St. Baudile), luogo popolarmente considerato miracoloso nei secoli a seguire fino ad oggi.

## Culto
San Baudilio viene ricordato il 20 maggio. Dal Martirologio Romano: "A Nîmes nella Gallia narbonense, ora in Francia, san Baudelio martire".
Gregorio di Tours (VI secolo), nel suo "Trattato sulla gloria dei martiri", scrisse che Dio si compiacque di glorificare la tomba del santo con numerosi miracoli. Le foglie dell'alloro che cresce dalle crepe nei muri del suo sepolcro di Nîmes, hanno dimostrato di essere benefiche e risolutrici per la salute dei malati, in memoria della sua virtù.
Il culto di san Baudilio è considerato nella cristianità come uno dei più antichi d'Europa: protettore dei crociati, molte delle sue chiese o cappelle furono rifugio e sede dei crociati e successivamente dei cavalieri templari, come la chiesa di San Baudille di Neuilly-sur-Marne (Seine-Saint-Denis). La chiesa di Sainte-Baudile a Neuilly-sur-Marne fu fatta edificare nel 1198 da Folco di Neuilly, parroco nativo della stessa cittadina, incaricato dal papa Innocenzo III di predicare la Quarta crociata. 

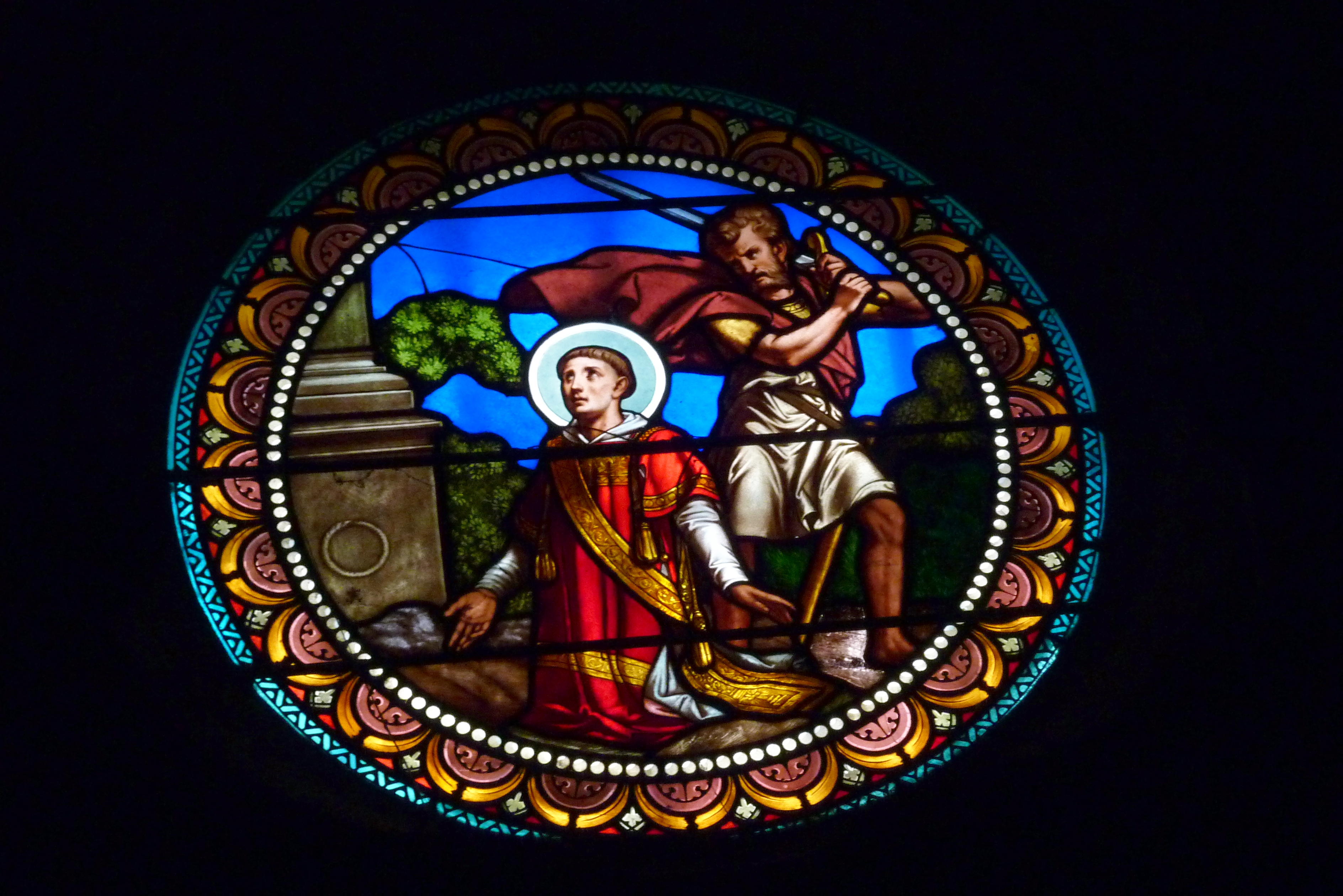
Vetrata chiesa di San Baudille a Noves, Francia

La chiesa più famosa dedicata al Santo è la chiesa di San Baudille a Nîmes, in stile neogotico: con i suoi 60 metri di lunghezza per 30 di larghezza, è la chiesa più grande di Nîmes. Costruita intorno al 1800, ha tre navate, ricca di ornamenti gotici nel transetto, vetrate colorate e mosaici con motivi geometrici nel coro. I mosaici all'ingresso rappresentano i quattro fiumi del paradiso terrestre.
Numerosi, oltre le chiese e cappelle consacrate, sono i luoghi da cui prendono il nome dal Santo, tra cui in Francia i piccoli comuni di Saint-Baudille-et-Pipet, Saint-Baudille-de-la-Tour nella Val d'Isere, e il monte Saint-Baudille, a l'Hérault; in Catalogna i comuni di Sant Boi de Lluçanès e Sant Boi de Llobregat.

### Iconografia
Nell'iconografia cristiana, viene rappresentato vestito in dalmatica, paramento liturgico tipico dei diaconi, con un Vangelo nella mano destra e una Palma nella mano sinistra, simbolo del martirio dei santi, della resurrezione e dell'immortalità dei martiri.

## Galleria d'immagini

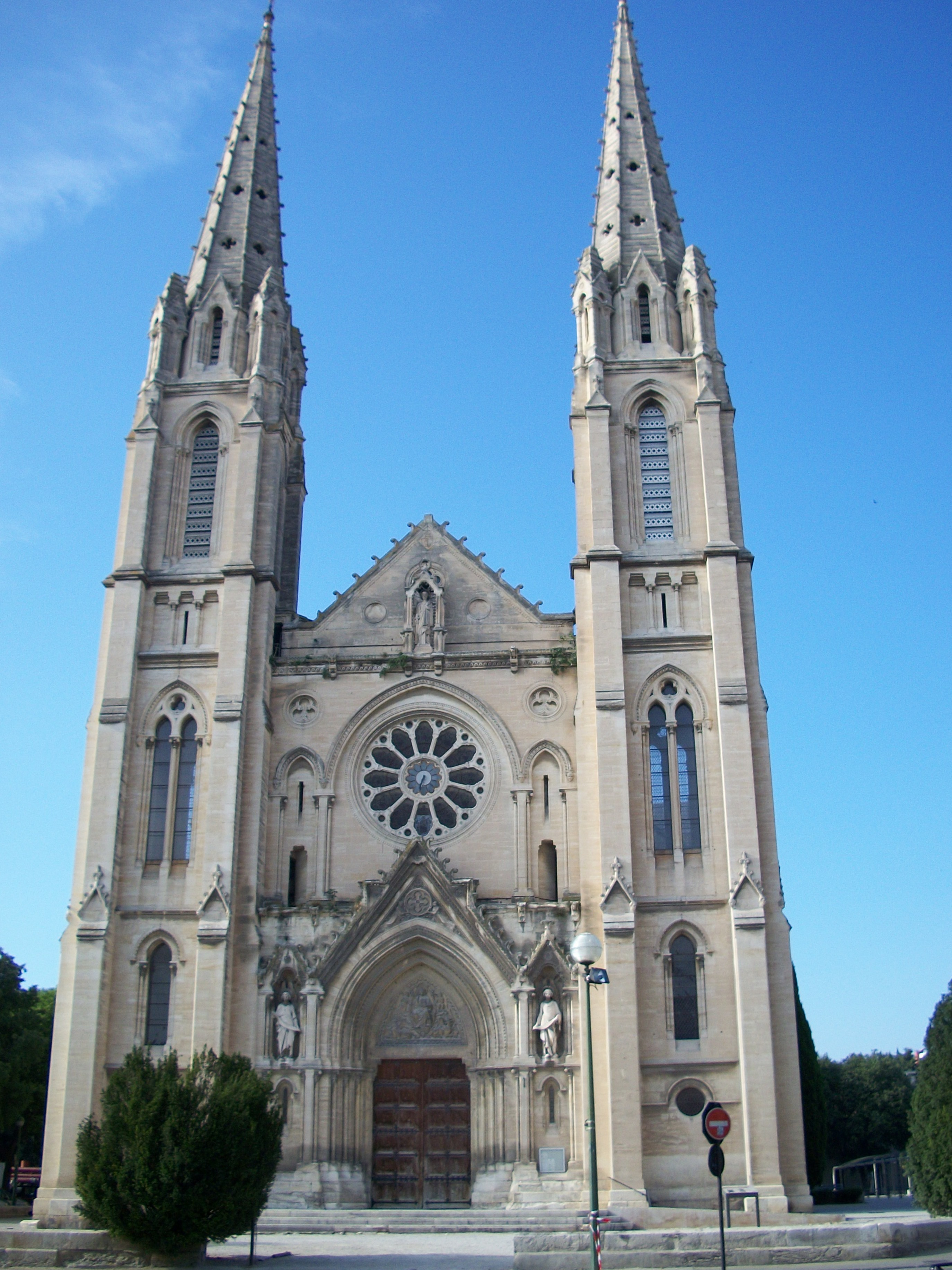
Chiesa di San Baudille a Nîmes, Francia
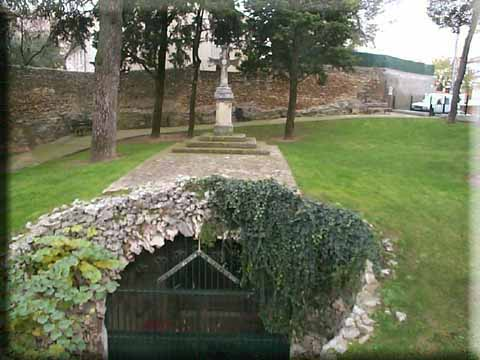
Cripta di San Baudille a Nîmes, Francia
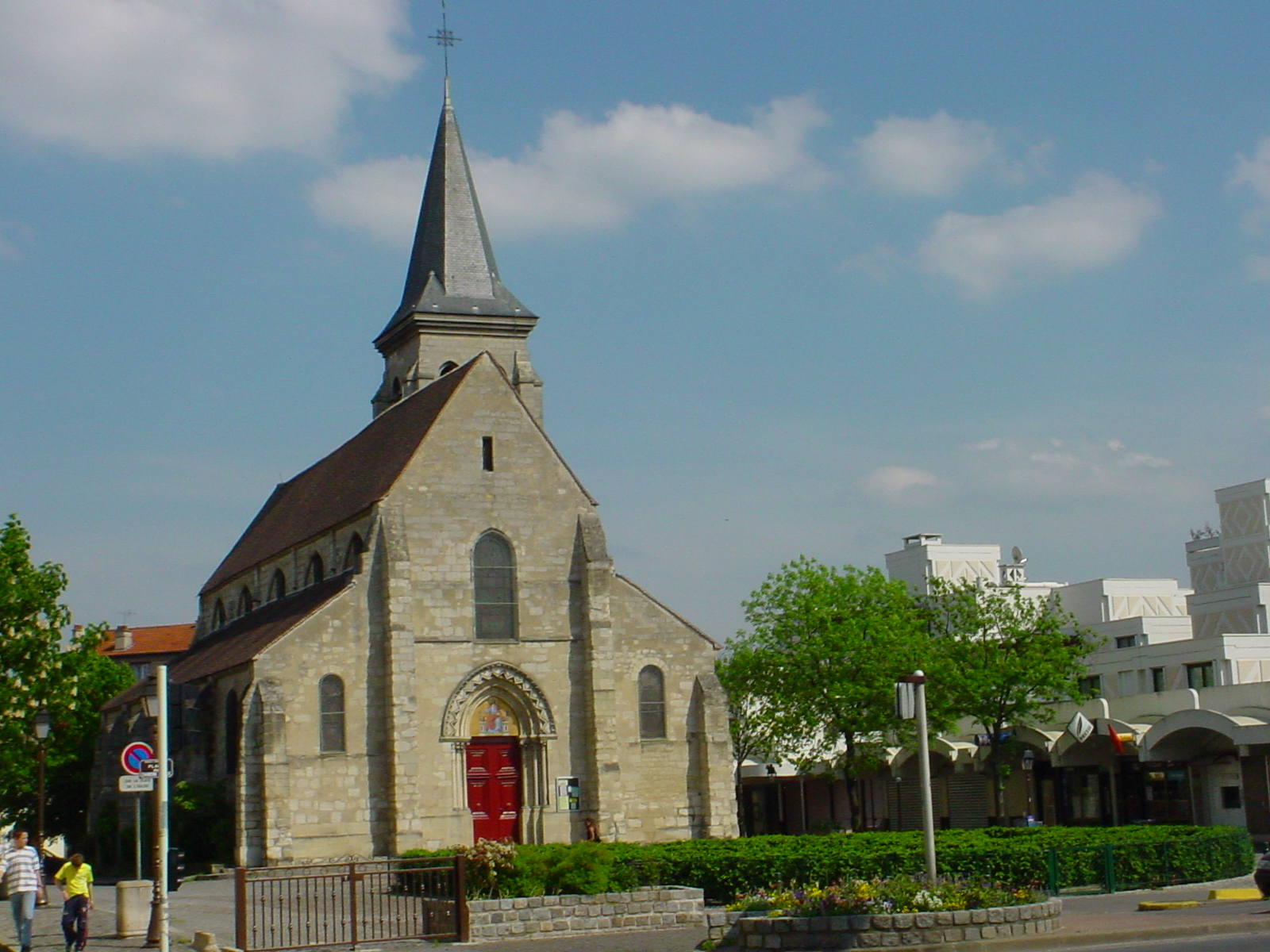
Chiesa di San Baudille a Neuilly-sur-Marne, Francia
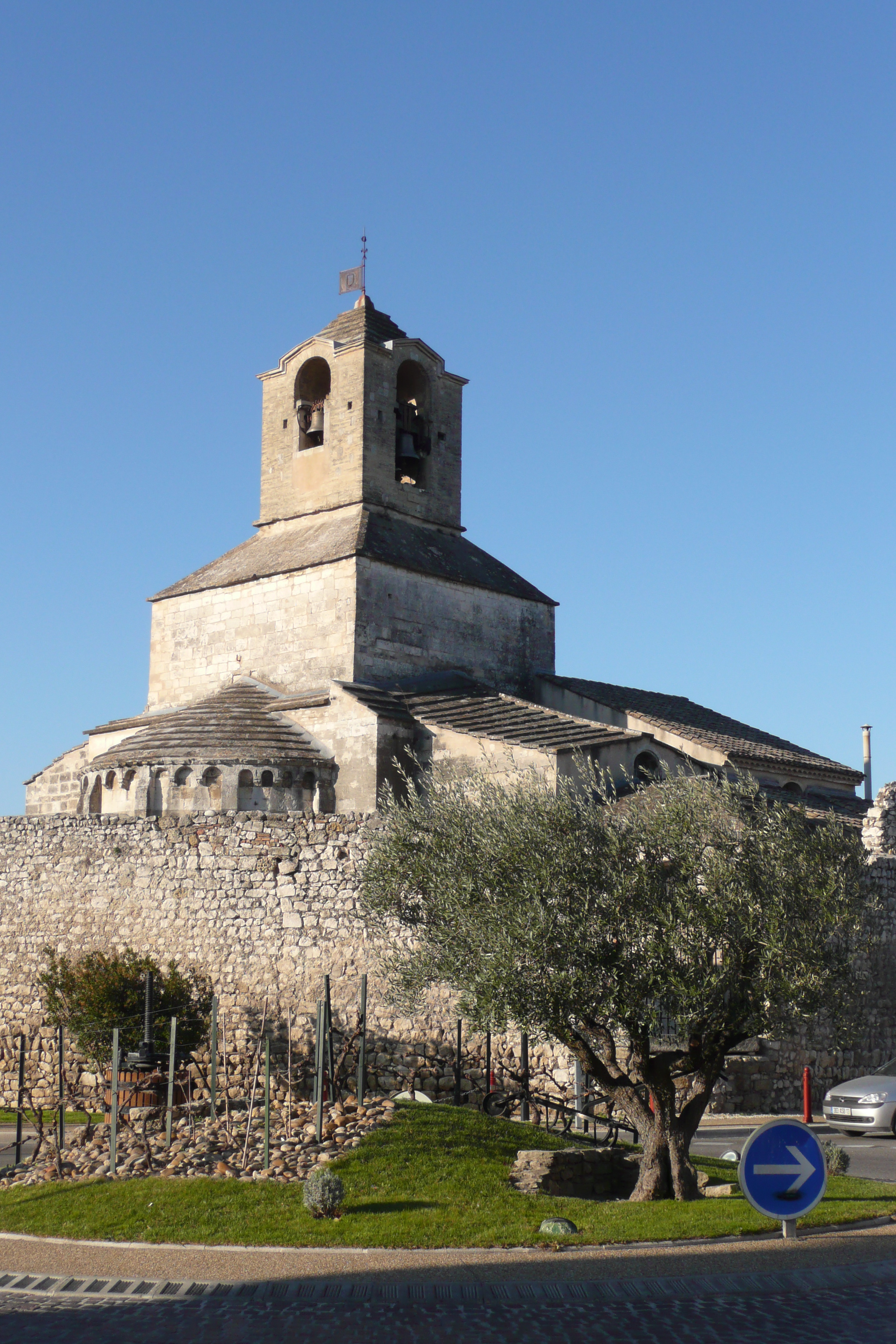
Chiesa di San Baudille a Noves, Francia
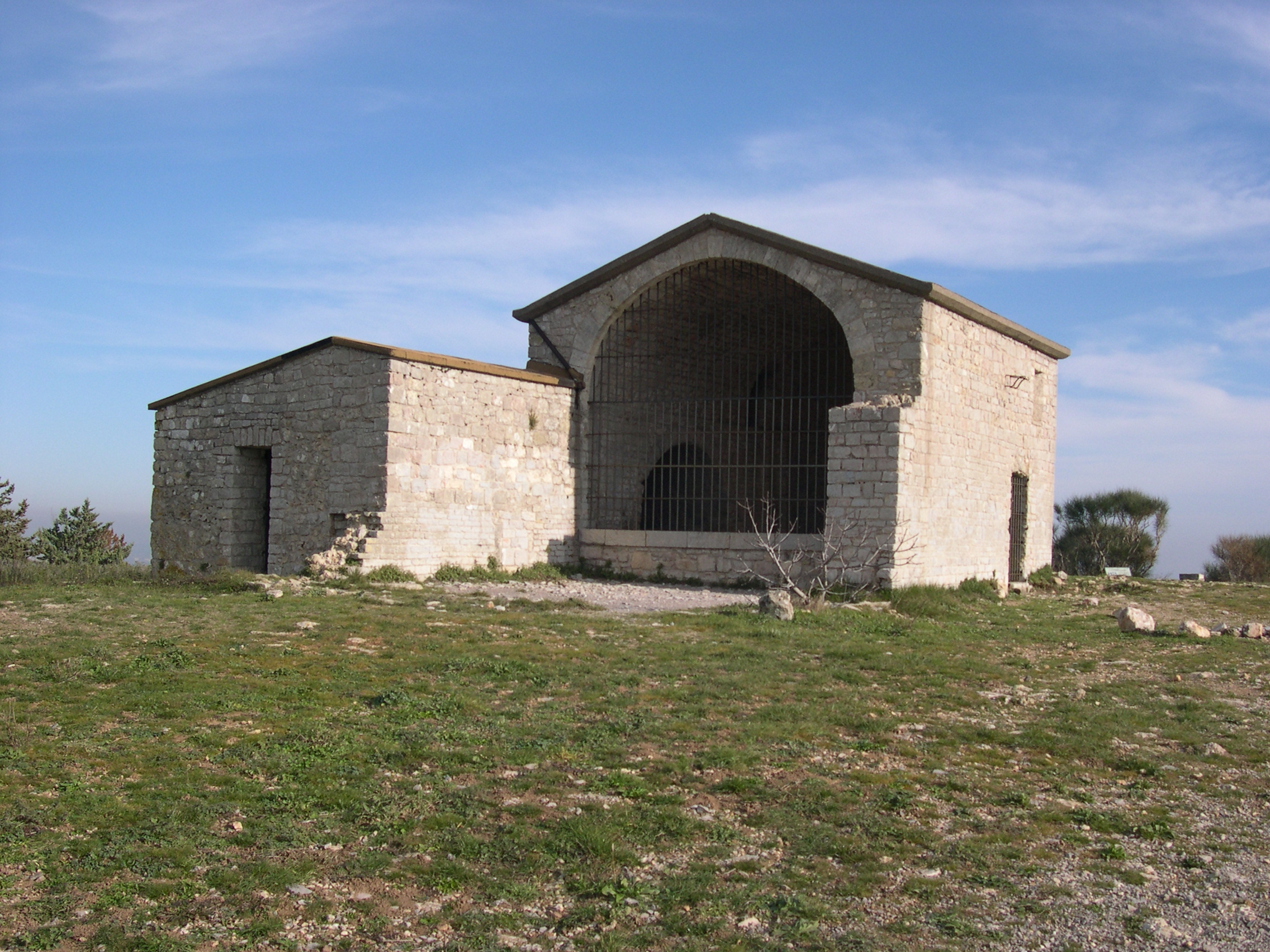
Cappella di San Baudille a Fabrègues, Francia
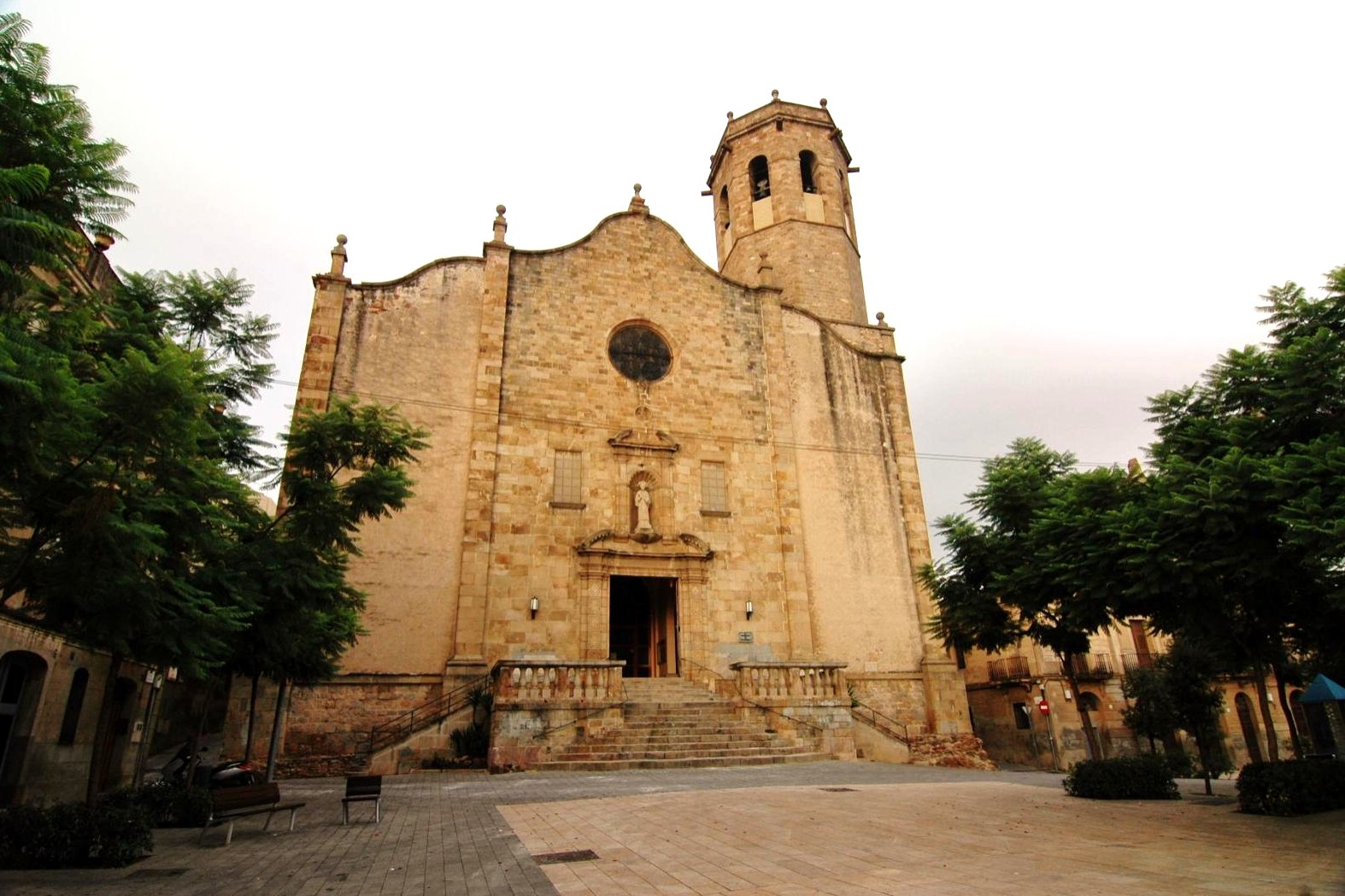
Chiesa di San Baudille a Sant Boi de Llobregat, Spagna
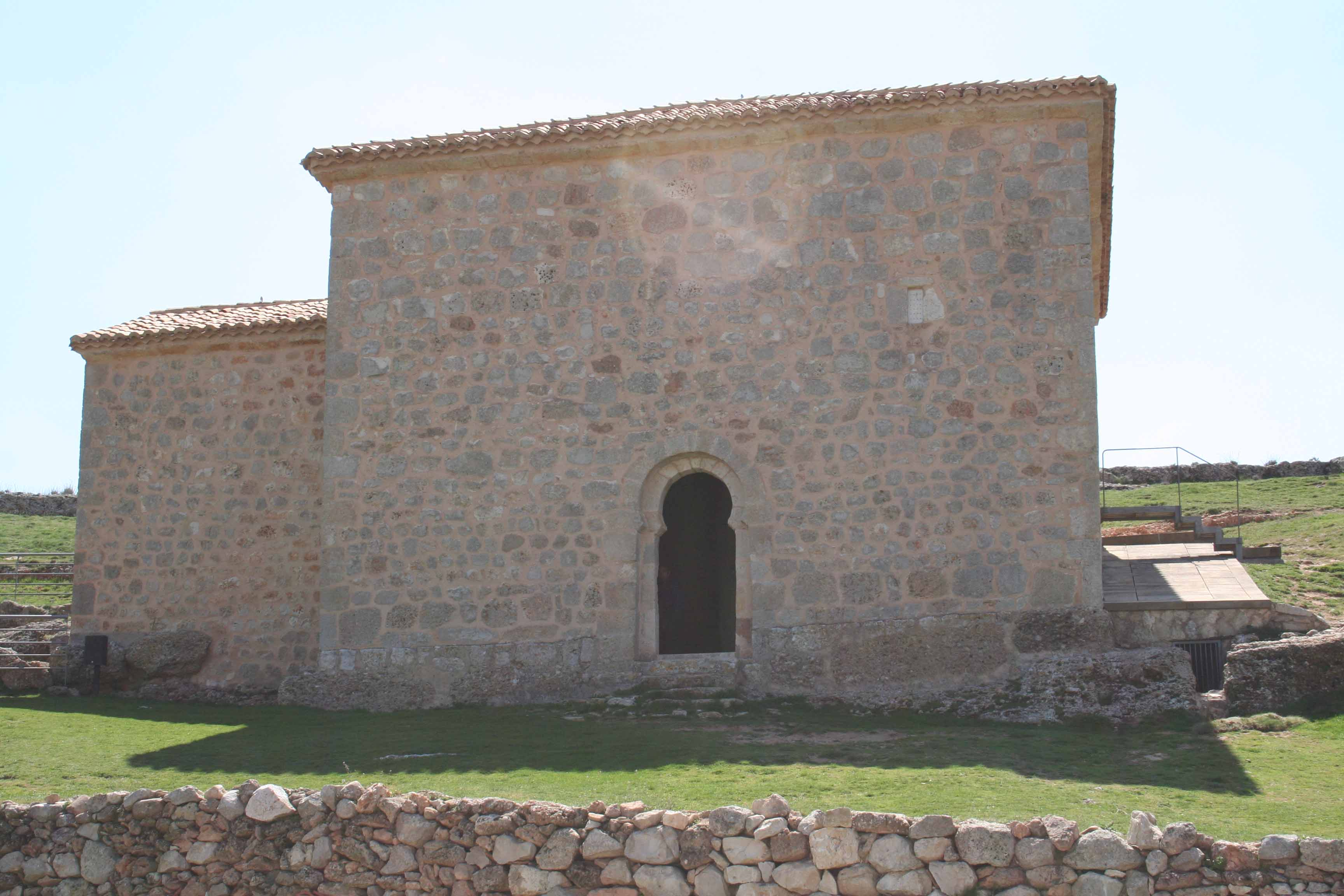
Eremo di San Baudille a Casillas de Berlanga, Spagna